# Prozessorganisation

Prozesse im Unternehmen

In einer Prozessorganisation ist ein Unternehmen nach (abteilungs- oder bereichsübergreifenden) Geschäftsprozessen ausgerichtet. Geschäftsprozesse werden dabei häufig in drei Kategorien unterteilt: Kernprozesse (z. B. Marketingprozesse, Produktionsprozesse, Logistikprozesse), Managementprozesse (z. B. Planungs- und Steuerungsprozesse) und unterstützende Prozesse (z. B. Personalprozesse, Prozesse des Rechnungswesens, der Finanzen).
Prozessorganisation basiert somit auf Prozessen, die Aktivitäten mit definierten Folgebeziehungen und mit einem durchgängigen Leistungsfluss verknüpfen. Die Prozesse richten sich am Kunden aus, um für den Kunden und das Unternehmen wertschöpfend zu sein. Einerseits soll dadurch die Koordination verbessert werden – weniger Schnittstellen an Abteilungsgrenzen sollen zu weniger Fehlern bei der zeitlichen und sachlichen Erbringung von (Teil-)Leistungen führen. Andererseits soll die Motivation der Mitarbeiter steigen, da Leistungen wertschöpfend und für den Kunden erbracht werden.
Der Begriff Prozessorganisation wurde von Michael Gaitanides geprägt, der auf der Basis des Reengineering-Konzeptes den traditionellen Terminus der Ablauforganisation ersetzte.

## Einleitung
Prozessorganisation nimmt einen "horizontalen" ganzheitlichen Blick auf das Unternehmen ein (im Gegensatz zur aufbauorganisatorischen, vertikalen, hierarchischen Sichtweise). Die horizontale Betrachtung reicht über die Unternehmensgrenzen hinaus und bezieht neben den Kunden auch Lieferanten mit ein. Durch den Perspektivwechsel wird die Aufbauorganisation (z. B. dargestellt durch ein Organigramm) in den Hintergrund gerückt. Die Konzentration auf die Ablauforganisation ermöglicht einem Unternehmen, seine Wertschöpfungsprozesse zu erkennen und gezielt zu verbessern (z. B. mit KVP). Effektives Prozessmanagement hilft bei der Gestaltung optimaler Prozesse und kann das Unternehmen entscheidend von der Konkurrenz abheben, da kundenorientierte Prozesse einen Wettbewerbsvorteil darstellen.

## Gründe für Prozessorganisation
- Zunehmender Wettbewerb
- Höhere Marktdynamik erfordert Flexibilität und Anpassungsfähigkeit der Produkte/Dienstleistungen und der dahinter stehenden Prozesse
- steigende Erwartungen der Kunden hinsichtlich Produkten/Dienstleistungen und dem damit verbundenen Service
- steigende Ansprüche von qualifizierten Mitarbeitern an Arbeitsstelle, weg von Spezialisierung hin zu interdisziplinären Tätigkeiten

## Theoretische Grundlagen
Der Kontingenzansatz der Organisationstheorie beschreibt, dass in dynamischen Umwelten eher eine Prozessorganisation entstehe, da diese dann effizienter sei. Die Transaktionskostenökonomie beschreibt einen Entwicklungspfad zur Prozessorganisation, wenn die Umweltbedingungen dynamischer werden. Die Transaktionskosten steigen in diesem Fall bei einer spezialisierten Arbeitsteilung stark an (zusätzliche Faktoren für die Höhe der Transaktionskosten sind die Spezifität, die Häufigkeit und die strategische Bedeutung). Bei nicht-dynamischen Umwelten solle an den tayloristischen Prinzipien festgehalten werden, da deren Vorteile die Nachteile bei der Schnittstellenproblematik überkompensieren. Beide Theorien können nur Tendenzen vorgeben. Eine Empfehlung, ab wann welche Organisationsform sinnvoller ist, kann nicht abgeleitet werden.

## Aufbau der Prozessorganisation
Ein prozessorientiertes Unternehmen ist nach durchgängigen, funktionsübergreifenden Prozessen, die vom Lieferanten bis zum Kunden reichen, organisiert. Die einzelnen Prozesse bestehen aus zusammenhängenden Tätigkeiten, die in Organisationseinheiten zusammengefasst werden. Sie sind weitgehend autonom und verfolgen das Ziel, Kundenbedürfnisse effizient zu erfüllen. Prozesse werden dabei typischerweise kategorisiert in
- Führungsprozesse,
- kundenorientierte Kernprozesse (alternativ wertschöpfende Leistungsprozesse)[3]
- unterstützende Supportprozessen.

Ein Prozess wird einem Prozessverantwortlichen unterstellt, der für die Ergebnisse verantwortlich ist und die Koordination innerhalb des Prozesses und mit anderen Prozessen übernimmt. Die Mitarbeiter werden in einem Prozessteam zusammengefasst, das einen Prozess von Anfang bis Ende betreut. Möglich ist auch eine Selbstorganisation des Teams.

## Vorteile
Die Vorteile einer Prozessorganisation sind
- die Konzentration auf die wertschaffenden und damit vom Kunden honorierten Aktivitäten.
- die bessere Beherrschung der Arbeitsabläufe
- ein (dynamisches) Prozessdenken und die Abkehr von einer eher statischen Aufbauorganisation
- eine funktionsübergreifende Perspektive, da viele Prozesse durch mehrere Unternehmensbereiche laufen

Weitere Vorteile sind
- eine übersichtliche Anzahl von Schnittstellen, was zu einer Reduktion der Abstimmungs- und Koordinationsprobleme führt.
- eine klar definierte Verantwortung, wodurch sich Fehlerquellen auf ein Minimum reduzieren lassen und somit die Durchlaufzeit eines Prozesses verkürzt werden kann.[4]
- eine hohe Flexibilität im Hinblick auf eine sich ständig und rasch ändernde Umwelt. Prozessorientierte Unternehmen können bei wechselnden Anforderungen des Marktes schnell und kundenorientiert reagieren.
- eine definierte Person ist für einen Prozess verantwortlich und somit Ansprechperson.

## Nachteile
- Durch den Perspektivenwechsel von einer vertikalen in eine mehr horizontale Arbeitsteilung wird ein fundamentales Umdenken des gesamten Unternehmens notwendig, das zu Aufwänden für Teambildungsmaßnahmen und Trainings führen kann.
- Die Optimierung der Prozessabläufe führt zu hohem Koordinationsaufwand, insbesondere bei den Prozessschritten, die mehreren wertschöpfenden Prozessen zugeordnet werden können.
- Wenn die Unternehmensleitung befürchtet, Autorität zu verlieren, kann es zu Konflikten führen, bis hin zu einer Rückkehr zur alten Organisationsform.
- Durch eine Konzentration auf den Prozess – anstelle einer Konzentration auf die Funktion – gehen Effizienzvorteile der tayloristischen Arbeitsteilung und Spezialisierung verloren.
- Ein überzogenes Prozessdenken („Prozesshörigkeit“: für jedes Ereignis wird ein Prozess definiert; das Unternehmen weist keine klare Struktur mehr auf, sondern wird nur noch als Ansammlung von Prozessen verstanden) kann zu einer erneuten Bürokratisierung, zum Verlust an Improvisationsfähigkeit und zur Verantwortungsverwischung führen.
- Eine dynamische Marktentwicklung kann zur häufigen Veränderung der Prozessbeschreibungen führen.
- Die erforderliche Messung der Effizienz und Qualität der Prozesse unterbleibt oft oder erfordert hohen bürokratischen Aufwand.

## Anwendung
Eine idealtypische Prozessorganisation wird in der Realität nur sehr selten erreicht. Häufig ist die (seit vielen Jahren gewachsene) Hierarchie in einem Unternehmen zu stark. Es kann allerdings versucht werden, die Anforderungen der Prozessorientierung so gut wie möglich zu erfüllen.